# Kritik af Jesus
Kritik af Jesus har eksisteret siden det første århundrede. Jesus blev kritiseret af farisæere og skrivere for at bryde moseloven. Han blev afvist i jødedommen som en falsk Messias og falsk profest af de fleste jødiske trossamfund. Jødedommen betragter også tilbedelse af enhver person som en form for afgudsdyrkelse, og afviser Jesu påstand om at være guddommelig. Nogle psykiatere, religionshistorikere og forfattere beskriver at Jesus' familie, følgere og samtidige opfattede ham som det at have vrangforestillinger, være besat af dæmoner eller være sindssyg.
Tidlige kritikere af Jesus og kristendommen inkluderer Celsus i det andet århundrede og Porfyr i det tredje årh. I 1800-tallet var Friedrich Nietzsche meget kritisk over for Jesus og sin samtids udgave af kristendommen - romantikkens udtynding af livet, hvis lære han betragtede som værende "anti-natur" i deres behandling af emner som seksualitet. Mere moderne kritikere af Jesus inkluderer Ayn Rand, Hector Avalos, Sita Ram Goel, Christopher Hitchens, Bertrand Russell, og Dayananda Saraswati.